# Erik Wisén (diplomat)
Erik Johan Sixten Wisén, född 25 december 1889 i Stockholm, död i maj 1978 i Montemar var en svensk diplomat och jurist.

## Biografi
Wisén var son till fabrikör Gustaf Wisén och Vendela Adams. Han tog jurist kandidatexamen i Stockholm 1913 och gjorde tingstjänstgöring 1913–1916. Wisén var tillförordnad fiskal i Svea hovrätt 1918 och adjungerad ledamot 1919 innan han blev attaché vid Utrikesdepartementet (UD) 1920. Han var tillförordnad andre legationssekreterare 1921, tillförordnad förste legationssekreterare 1921–1922, legationssekreterare i Konstantinopel 1922, tillförordnad vicekonsul i Hamburg 1924 och London 1925. Wisén var därefter vicekonsul i Shanghai 1926, tillförordnad konsul där 1932, Hamburg 1933, konsul 1934, tillförordnad byråchef vid UD 1934, handelsråd i Madrid och Lissabon 1935 samt tillförordnad chargé d’affaires i Spanien 1936–1939. Han var legationsråd och tillförordnad chargé d’affaires i Havanna med flera 1939, (Ciudad Trujillo och Port-au-Prince (1941–1948), chargé d’affaires 1943, ministers namn 1948, chef för UD:s B-avdelning 1948, sändebud i Addis Abeba 1950–1953 samt sändebud i disponibilitet 1953–1956.
Han tilldelades Illis quorum meruere labores av 8:e storleken 1939. Wisén gifte sig 1926 med Alexandra Loviaguine (1891–1962) från Odessa, dotter till godsägaren Sawa Loviaguine och Tatiana Verneta.
Efter pensioneringen bosatte sig Wisén i Torremolinos, Spanien och dog i en hjärtattack i Montemar